# 143엔터테인먼트
143엔터테인먼트은 대한민국의 연예 기획사이다.

## 현재 소속 아티스트
- 디지털마스타 (CEO)
- iKON
- 7YE
- MADEIN

## 이전 소속 아티스트
- 가은 (MADEIN 전 멤버)